# Mount Edith
Mount Edith är ett berg i Kanada.   Det ligger i provinsen Alberta, i den centrala delen av landet, 3 000 km väster om huvudstaden Ottawa. Toppen på Mount Edith är 2 554 meter över havet, eller 210 meter över den omgivande terrängen. Bredden vid basen är 1,2 km.
Terrängen runt Mount Edith är varierad.Trakten runt Mount Edith är nära nog obefolkad, med mindre än två invånare per kvadratkilometer.. Närmaste större samhälle är Banff, 7,6 km öster om Mount Edith.
I omgivningarna runt Mount Edith växer i huvudsak barrskog.